# Monica Olmi
Monica Olmi (La Spezia, 6 agosto 1970) è un'ex nuotatrice italiana.

## Biografia
Bambina prodigio del nuoto italiano, nasce ed emerge come nuotatrice nella Rari Nantes Spezia sotto la guida dell'allenatore Ulrico Hofmann, per poi approdare alla Fiorentina Nuoto nel 1987. 
Ha vinto nel 1983 i suoi primi titoli italiani (100 e 200 delfino).
Nel 1984 stabilisce a Bonn i primati italiani di categoria (Ragazzi) sui 400 m e 800 m stile libero. In quello stesso anno alla XXIII Olimpiade di Los Angeles giunge settima nella finale degli 800 stile libero con un risultato cronometrico che è stata fino al 2016 record italiano nella categoria Ragazze e nel 1985 vince l'oro ai campionati europei giovanili nei 200 delfino, prima di intraprendere una straordinaria carriera nel fondo in acque libere.
L'ultimo successo individuale in piscina risale agli assoluti del 1988 quando si impone nei 200 delfino.

## Palmarès
nota: questa lista è incompleta
| Giochi olimpici              | 400 m st. libero       | 800 m st. libero | 200 m farfalla         | 4 x 100 m st. libero         | ---               |
| 1984 Los Angeles Stati Uniti | 5ª in finale B 4'19"22 | 7ª 8'47"32       | 5ª in finale B 2'16"47 | 9ª - 3'52"89 frazione: 59"02 | ---               |
| Campionati mondiali          | ---                    | ---              | 200 m farfalla         | ---                          | 25 km individuale |
| 1986 Madrid Spagna           | ---                    | ---              | 3ª in finale B 2'15"70 | ---                          |                   |
| 1994 Roma Italia             | ---                    | ---              | ---                    | ---                          | 10ª 6h 20'03"4    |
| Campionati europei           | ---                    | ---              | 4 x 100 m st. libero   | 4 x 200 m st. libero         | 25 km individuale |
| 1983 Roma Italia             | ---                    | ---              | ---                    | 8ª - 8'21"24 :               | ---               |
| 1985 Sofia Bulgaria          | ---                    | ---              | 8ª - 3'53"48 :         | 4ª - 8'15"84 :               | ---               |
| 1995 Vienna Austria          | ---                    | ---              | ---                    | ---                          | 4ª 5h 44'17"44    |
| Giochi del Mediterraneo      | ---                    | 800 m st. libero | ---                    | ---                          | ---               |
| 1983 Casablanca Marocco      | ---                    | Argento 8'50"71  | ---                    | ---                          | ---               |
| Europei giovanili            | 200 m st. libero       | 400 m st. libero | 200 m farfalla         | ---                          | ---               |
| 1985 Ginevra Svizzera        | Bronzo 2'05"35         | Argento 4'17"82  | Oro 2'16"04            | ---                          | ---               |

### Campionati italiani
6 titoli individuali e 1 in staffette, così ripartiti:
1 nei 100m farfalla
4 nei 200m farfalla
1 nella staffetta 4 x 100m mista
1 nella 22km di fondo
| Anno | Edizione    | farfalla 100 m | farfalla 200 m | mista 4x100 m |
| ---- | ----------- | -------------- | -------------- | ------------- |
| 1983 | Primaverili | 1              | 1              | -             |
| 1984 | Primaverili | -              | 1              | -             |
| 1986 | Estivi      | -              | 1              | -             |
| 1988 | Estivi      | -              | 1              | -             |
| 1992 | Primaverili | -              | -              | 1             |

edizioni in acque libere
questa tabella è incompleta
| Anno | Edizione | fondo 22 km |
| ---- | -------- | ----------- |
| 1997 | Fondo    | 1           |